# Septembre 2005 en sport
Cette page concerne l'actualité sportive du mois de septembre 2005.

## Jeudi1erseptembre
- Cyclisme, Tour d'Espagne : l'Espagnol Roberto Heras de la  Liberty Seguros remporte la sixième étape de la Vuelta 2005 et prend la tête du classement général.

## Vendredi2 septembre
- Cyclisme, Tour d'Espagne : le Néerlandais Max van Heeswijk de la  Discovery Channel remporte la septième étape de la Vuelta 2005. L'Espagnol Roberto Heras de la  Liberty Seguros conserve la tête du classement général.

## Samedi3 septembre
- Rugby, Tri-nations: les Blacks remportent le tri-nations 2005 en battant les australiens à l'Eden Park d'Auckland par 34 à 24. Dans la même rencontre, l'australien George Gregan égale le record mondial de 114 sélections de Jason Leonard.

- Football, matches qualificatifs pour la Coupe du monde 2006 :
  - Europe : 
    - Arménie - Pays-Bas 0-1,
    - Andorre - Finlande 0-0,
    - Roumanie - République tchèque 2-0,
    - Géorgie - Ukraine 1-1,
    - Albanie - Kazakhstan 2-1,
    - Turquie - Danemark 2-2,
    - Estonie - Lettonie 2-1,
    - Russie - Liechtenstein 2-0,
    - Portugal - Luxembourg 6-0,
    - Suisse - Israël 1-1,
    - France - Îles Féroé 3-0,
    - Moldavie - Biélorussie 2-0,
    - Écosse - Italie 1-1,
    - Slovénie - Norvège 2-3,
    - Pays de Galles - Angleterre 0-1,
    - Irlande du Nord - Azerbaïdjan 2-0,
    - Pologne - Autriche 3-2,
    - Bosnie - Belgique 1-0,
    - Serbie-et-Monténégro - Lituanie 2-0,
    - Suède - Bulgarie 3-0,
    - Islande - Croatie 1-3,
    - Hongrie - Malte 4-0.

  - Afrique : 
    - Zambie - Sénégal 0-1,
    - Mali - Congo 2-0,
    - Burkina Faso - Afrique du Sud 3-1,
    - Libye - Soudan 0-0,
    - Kenya - Tunisie 0-2,
    - Maroc - Botswana 1-0.

  - Amérique du Sud :
    - Bolivie - Équateur 1-2,
    - Paraguay - Argentine 1-0,
    - Venezuela - Pérou 4-1.

  - Amérique du Nord : 
    - Trinité-et-Tobago - Guatemala 3-2,
    - Panama - Costa Rica 1-3,
    - États-Unis - Mexique 2-0.

  - Asie : Ouzbékistan - Bahreïn 1-0.

- Cyclisme, Tour d'Espagne : l'Italien Alessandro Petacchi de la  Fassa Bortolo remporte la huitième étape de la Vuelta 2005. L'Espagnol Roberto Heras de la  Liberty Seguros conserve la tête du classement général.

## Dimanche4 septembre
- Compétition automobile, Grand Prix d'Italie de Formule 1 à Monza : le Colombien Juan Pablo Montoya l'emporte devant l'Espagnol Fernando Alonso et l'Italien Giancarlo Fisichella.

- Athlétisme, Golden League : la russe Tatyana Lebedeva remporte le million de dollars de la Golden League en remportant le meeting de Berlin en triple saut.

- Cyclisme, Tour d'Espagne : le Russe Denis Menchov de la  Rabobank remporte la neuvième étape de la Vuelta 2005 et prend la tête du classement général.

## Lundi5 septembre
- Cyclisme, Tour d'Espagne : l'Espagnol Francisco Mancebo  remporte la dixième étape de la Vuelta 2005. Le Russe Denis Menchov de la  Rabobank conserve la tête du classement général.

## Mardi6 septembre
- Cyclisme, Tour d'Espagne : l'Espagnol Roberto Laiseka  remporte la onzième étape de la Vuelta 2005. Le Russe Denis Menchov de la  Rabobank conserve la tête du classement général.

## Mercredi7 septembre
- Football, France : l'équipe de France de football s'impose face à l'Irlande 1 à 0 grâce à un but de Thierry Henry, inscrit à la 68e minute de ce match qualificatif pour la coupe du monde 2006 en Allemagne. En marge du match de foot, l'équipe de France a été victime d'un canular téléphonique de l'imitateur Gérald Dahan qui s'est fait passer pour Jacques Chirac auprès de Raymond Domenech et Zinédine Zidane et les a convaincu à faire mettre, à l'ensemble de l'équipe, la main au cœur pendant la cérémonie de la Marseillaise.

## Jeudi8 septembre
- Cyclisme, Tour d'Espagne : l'Italien Alessandro Petacchi  remporte la douzième étape de la Vuelta 2005. Le Russe Denis Menchov de la  Rabobank conserve la tête du classement général.

- Football américain, Ligue nationale américaine : ouverture de la saison NFL avec une victoire des champions en titre, New England Patriots, face aux Oakland Raiders (30-20).

## Vendredi9 septembre
- Cyclisme, Tour d'Espagne : l'Espagnol Samuel Sánchez  remporte la treizième étape de la Vuelta 2005. Le Russe Denis Menchov de la  Rabobank conserve la tête du classement général.

## Samedi10 septembre
- Cyclisme, Tour d'Espagne : l'Espagnol Eladio Jiménez  remporte la quatorzième étape de la Vuelta 2005. Le Russe Denis Menchov de la  Rabobank conserve la tête du classement général.

- Tennis, US Open : la Belge Kim Clijsters remporte son premier tournoi du Grand Chelem face à la Française Mary Pierce (6-3 / 6-1).

## Dimanche11 septembre
- Compétition automobile, Grand Prix de Belgique de Formule 1 à Spa-Francorchamps : le Finlandais Kimi Räikkönen l'emporte devant l'Espagnol Fernando Alonso et le Britannique Jenson Button.

- Volley-ball, Championnat d'Europe masculin : l'Italie remporte le titre européen en battant en 5 set la Russie par 25-22 14-25 15-25 25-19 15-10. La Serbie-et-Monténégro termine troisième.

- Basket-ball, championnat d'Europe féminin : la République tchèque bat la Russie par 72 à 70. L'Espagne remporte la troisième place.

- Golf, Solheim Cup : l'équipe des États-Unis récupère la Solheim Cup en battant l'équipe d'Europe par 15,5 à 12,5.

- Tennis, US Open : le Suisse Roger Federer remporte son sixième tournoi du Grand Chelem face à l'américain Andre Agassi (6-3 2-6 7-6 (7-1) 6-1).

- Cyclisme, Tour d'Espagne : l'Espagnol Roberto Heras  remporte la quinzième étape de la Vuelta 2005 et prend la tête du classement général.

## Lundi12 septembre
- Cricket, The Ashes : l'Angleterre remporte la série 2005 des Ashes (2 victoires à 1 face à l'Australie) pour la première fois depuis 18 ans.

## Mardi13 septembre
- Cyclisme, Tour d'Espagne : l'Italien Paolo Bettini remporte la seizième étape de la Vuelta 2005. L'Espagnol Roberto Heras conserve la tête du classement général.

- Football, Ligue des champions de l'UEFA : 
  - Groupe E : Milan AC 3-1 Fenerbahçe SK ;
  - Groupe E : PSV Eindhoven 1-0 Schalke 04;
  - Groupe F : Olympique lyonnais 3-0 Real Madrid;
  - Groupe F : Olympiakos Le Pirée 1-3 Rosenborg BK;
  - Groupe G : Chelsea FC 1-0 RSC Anderlecht;
  - Groupe G : Real Betis Séville 1-2 Liverpool FC;
  - Groupe H : Rangers FC 3-2 FC Porto;
  - Groupe H : FC Artmedia Bratislava 0-1 Inter Milan.

## Mercredi14 septembre
- Cyclisme, Tour d'Espagne : l'Espagnol Carlos García Quesada remporte la dix-septième étape de la Vuelta 2005. L'Espagnol Roberto Heras conserve la tête du classement général.

- Football, Ligue des champions de l'UEFA : 
  - Groupe A : Rapid de Vienne 0-1 Bayern de Munich ;
  - Groupe A : FC Bruges 1-2 Juventus;
  - Groupe B : AC Sparta Prague 1-1 Ajax Amsterdam;
  - Groupe B : Arsenal FC 2-1 FC Thoune;
  - Groupe C : Udinese Calcio 3-0 Panathinaïkos;
  - Groupe C : Werder Brême 0-2 FC Barcelone;
  - Groupe D : Villarreal CF 0-0 Manchester United;
  - Groupe D : Benfica Lisbonne 1-0 Lille OSC.

## Jeudi15 septembre
- Cyclisme, Tour d'Espagne : le Danois Nicki Sørensen remporte la dix-huitième étape de la Vuelta 2005. L'Espagnol Roberto Heras conserve la tête du classement général.

## Vendredi16 septembre
- Cyclisme, Tour d'Espagne : l'Autrichien Heinrich Haussler remporte la dix-neuvième étape de la Vuelta 2005. L'Espagnol Roberto Heras conserve la tête du classement général.

## Samedi17 septembre
- Cyclisme, Tour d'Espagne : l'Espagnol Rubén Plaza remporte la vingtième étape de la Vuelta 2005. L'Espagnol Roberto Heras conserve la tête du classement général.

## Dimanche18 septembre
- Cyclisme, Tour d'Espagne : l'Italien Alessandro Petacchi remporte la vingt et unième étape de la Vuelta 2005. L'Espagnol Roberto Heras remporte sa quatrième Vuelta.

- Tennis, Fed Cup : après une finale très serrée, la Russie remporte la Fed Cup face à la France.

- Compétition automobile, Rallye : Michael Park, copilote de Markko Märtin, a trouvé la mort à la suite d'une sortie de route lors de la quinzième spéciale du Rallye de Grande-Bretagne. L'épreuve est arrêtée à deux spéciales de l'arrivée. En tête depuis le début de l'épreuve, le Français Sébastien Loeb a refusé, en signe de deuil, cette victoire qui lui donnait le titre mondial. Il s'est lui-même infligé une pénalité de deux minutes le reléguant au troisième rang du classement final du rallye.

- Compétition motocycliste
  - Bol d'or : la Suzuki des Français Vincent Philippe, Matthieu Lagrive et du Japonais Keiichi Kitagawa remporte le Bol d'or.
  - Grand Prix du Japon : l'Italien Loris Capirossi remporte le Grand Prix du Japon en Moto GP. En 250 cm3, le Japonais Hiroshi Aoyama s'impose ; en 125 cm3, la course a été écourtée de cinq tours à la suite d'un accident.

## Mardi20 septembre
- Basket-ball, matches de barrages du championnat d'Europe  : 
  - Grèce - Israël : 67 - 61;
  - Serbie Monténégro - France : 71 - 74;
  - Allemagne - Turquie : 66 - 57;
  - Croatie - Italie : 74 - 66.

- Women's National Basketball Association, finale : les Sacramento Monarchs remportent leur premier titre WNBA en s'imposant en finale face aux Connecticut Sun.

## Jeudi22 septembre
- Basket-ball, quarts de finale du championnat d'Europe : 
  - Grèce - Russie : 66 - 61;
  - Lituanie - France : 47 - 63.

- Cyclisme sur route : l'Australien Michael Rogers enlève son troisième titre consécutif de champion du monde du contre la montre devant l'Espagnol José Iván Gutiérrez et le Suisse Fabian Cancellara.

## Vendredi23 septembre
- Basket-ball, quarts de finale du championnat d'Europe : 
  - Slovénie - Allemagne : 62 - 76;
  - Espagne - Croatie : 100 - 85.

## Samedi24 septembre
- Basket-ball, demi-finales du championnat d'Europe : 
  - Grèce - France : 67 - 66;
  - Allemagne - Espagne : 74 - 73.

## Dimanche25 septembre
- Basket-ball, championnat d'Europe : la Grèce remporte la finale contre l'Allemagne (78-62) tandis que la France termine troisième en écrasant l'Espagne (98-68).

- Cyclisme sur route, championnat du monde en ligne à Madrid : le Belge Tom Boonen devient champion du monde sur route en devançant l'Espagnol Alejandro Valverde et le Français Anthony Geslin.

- Compétition automobile, Grand Prix du Brésil de Formule 1, à São Paulo : le Colombien Juan Pablo Montoya l'emporte devant son coéquipier Kimi Räikkönen. L'Espagnol Fernando Alonso, troisième, est assuré du titre mondial des pilotes.

- Compétition motocycliste, 
  - Grand Prix de Malaisie : i'Italien Loris Capirossi remporte le Grand Prix de Malaisie en Moto GP. Valentino Rossi, 2e, remporte son 7e titre mondial. En 250 cm3, l'Australien Casey Stoner s'impose ; en 125 cm3, victoire du Suisse Thomas Luthi.

  - Moto-cross, Motocross des nations : sur le Circuit Raymond Demy à Ernée (France), les États-Unis remportent le moto-cross des nations devant la France et la Belgique.

## Mardi27 septembre
- Football, Ligue des champions de l'UEFA : 
  - Groupe A : Juventus 3-0 Rapid de Vienne ;
  - Groupe A : Bayern de Munich 1-0 FC Bruges;
  - Groupe B : Ajax Amsterdam 1-2 Arsenal FC;
  - Groupe B : FC Thoune 1-0 AC Sparta Prague;
  - Groupe C : FC Barcelone 4-1 Udinese Calcio;
  - Groupe C : Panathinaïkos 2-1 Werder Brême;
  - Groupe D : Lille OSC 0-0 Villarreal CF;
  - Groupe D : Manchester United 2-1 Benfica Lisbonne.

## Mercredi28 septembre
- Football, Ligue des champions de l'UEFA : 
  - Groupe E : Schalke 04 2-2 Milan AC ;
  - Groupe E : Fenerbahçe SK 3-0 PSV Eindhoven;
  - Groupe F : Rosenborg BK 0-1 Olympique lyonnais;
  - Groupe F : Real Madrid 2-1 Olympiakos Le Pirée;
  - Groupe G : Liverpool FC 0-0 Chelsea FC;
  - Groupe G : RSC Anderlecht 0-1 Real Betis Séville;
  - Groupe H : Inter Milan 1-0 Rangers FC;
  - Groupe H : FC Porto 2-3 FC Artmedia Bratislava.